# Leandro Rodrigues
Leandro Rodrigues (ur. 31 stycznia 1982) – brazylijski piłkarz występujący na pozycji napastnika.

## Kariera piłkarska
Od 2001 roku występował w Oita Trinita, São Caetano, Mogi Mirim, Mirassol, Grêmio Barueri, Iraty, Santos FC, Ponte Preta, Vojvodina, Kalmar, Napredak Kruševac, Universidade, Chapecoense, Brusque, Veranoporis, South China, Águia Negra, Cruzeiro, Uniao Frederquense, Sao Luiz, Barra, Independente Tucurui, Pelotas, Hercilio Luz i São Paulo.